# Giuseppe Regaldi
Giuseppe Regaldi (* 18. November 1809 in Novara; † 14. Februar 1883 in Bologna) war ein italienischer Dichter.

## Leben
Giuseppe Regaldi studierte Rechtswissenschaften in Turin, fiel im Examen durch, errang aber sogleich darauf einen großartigen Erfolg als Improvisator (1833). Er ging dann als solcher auf Reisen, wurde 1834 aus Mailand, 1835 aus Parma als staatsgefährdend ausgewiesen, setzte seine Kunstreise fort und begab sich 1839 nach Frankreich. Hier ließ er sich zuerst in Marseille, dann in Paris öffentlich hören und erregte namentlich durch seine Ode Il salice di Sant’Elena den enthusiastischen Beifall der Franzosen. Joseph Autran und Alphonse de Lamartine richteten Verse an ihn, Victor Hugo und Edgar Quinet spendeten ihm aufmunternden Beifall.
Nach Italien zurückgekehrt, lebte Regaldi zuerst in Neapel und Sizilien, wurde 1849 politisch verdächtigt und für kurze Zeit eingekerkert und unternahm sodann eine große Reise in den Orient und nach Griechenland. Nach seiner Heimkehr (1853) ließ er sich in Piemont nieder, übernahm dann 1860 die Professur der Geschichte am Lyzeum zu Parma, 1862 eine solche an der Universität Cagliari, 1866 endlich an der Universität Bologna. Am 14. Februar 1883 starb er im Alter von 73 Jahren in Bologna.
Regaldis im Druck erschienenen Dichtungen, die eine reiche poetische Ader und großen rhetorischen Schwung zeigen, meist den großen Gedanken und Interessen des Völkerlebens zugewendet, häufig auch aus dem Leben der Natur ihre Motive schöpfend, sind folgende:
- La guerra, Turin 1832
- Canti lirici editi e inediti, Voghera 1834
- Poesie estemporanee e pensate, Voghera und Turin 1839
- Canti, Neapel 1840
- Canti nazionali, 2 Bde., Neapel 1841
- La Bibbia, Zante 1852
- Canti e prose, 2 Bde., Turin 1861–62
- L’acqua, Lehrgedicht, Turin 1878

In Prosa veröffentlichte Regaldi außer einer Beschreibung seiner Orientreise, La Dora (2. Aufl., Turin 1867), noch Storia e letteratura, gesammelte Aufsätze (Livorno 1879). Poesie scelte erschienen von ihm in Florenz 1874 und 1894.
Canti lirici editi e inediti und La Bibbia wurden 1852 auf den Index librorum prohibitorum gesetzt.